# Róbert Kartík
Róbert Kartík (ur. 29 marca 1989 w Bańskiej Bystrzycy) – słowacki kombinator norweski oraz skoczek narciarski. Uczestnik Mistrzostw Świata w Narciarstwie Klasycznym 2009. Czterokrotny uczestnik mistrzostw świata juniorów. Medalista mistrzostw kraju w kombinacji norweskiej i skokach narciarskich.

## Życiorys

### Skoki narciarskie
Kartík w 2000 i 2001 brał udział w zawodach FIS Schüler Grand Prix rozgrywanych w Garmisch-Partenkirchen, które mają rangę nieoficjalnych letnich mistrzostw świata dzieci. W obu przypadkach zajął ostatnie miejsce, plasując się odpowiednio na 18. (kategoria do lat 12) i 21. (kategoria do lat 13) pozycji. W 2003 został włączony do składu reprezentacji Słowacji w skokach narciarskich.
W oficjalnych zawodach międzynarodowych w skokach narciarskich rozgrywanych pod egidą Międzynarodowej Federacji Narciarskiej występował w latach 2006–2009. Zadebiutował w nich 14 stycznia 2006 w Harrachovie, zajmując 33. miejsce w konkursie FIS Cupu. Mimo 24 startów w cyklu tym punktował w swojej karierze tylko raz – 17 lutego 2008 w Szczyrku zajął 27. pozycję. Dzięki zdobytym wówczas 4 punktom zajął 272. miejsce w klasyfikacji generalnej sezonu 2007/2008.
Nigdy nie wystartował w zawodach zimowego Pucharu Kontynentalnego, za to trzykrotnie wystartował w konkursach letniej edycji tego cyklu – w lipcu 2008 w Velenju zajął przedostatnią, 56. pozycję (ex aequo z Mario Innauerem), a w dwóch pozostałych startach (drugi konkurs w Velenju i zawody w Kranju) został zdyskwalifikowany.
Trzykrotnie uczestniczył w rywalizacji skoczków narciarskich w ramach mistrzostw świata juniorów – w 2006 zajął 66. miejsce indywidualnie (wyprzedził 3 rywali) i 16. drużynowo, rok później w rywalizacji zespołowej uplasował się na 12. pozycji, a w 2008 zajął 15. miejsce.
W 2010 zdobył srebrny medal mistrzostw Słowacji w skokach narciarskich w konkursie indywidualnym na skoczni dużej. Startował także w mistrzostwach Polski w tej dyscyplinie sportu, zajmując miejsca w piątej dziesiątce.

### Kombinacja norweska
W oficjalnych zawodach międzynarodowych w kombinacji norweskiej organizowanych przez FIS zadebiutował 5 lutego 2006, zajmując 57. miejsce w rywalizacji sprinterskiej (HS109/5 km) podczas mistrzostw świata juniorów. W zawodach tych startował jeszcze trzykrotnie – w 2007 zajął 48. miejsce (Gundersen HS100/10 km) i 52. miejsce (sprint HS100/5 km), rok później uplasował się na 49. pozycji (Gundersen HS94/10 km), zaś w 2009 w pierwszej z konkurencji (Gundersen HS100/10 km) zajął 55. miejsce, a drugiego startu (Gundersen HS100/5 km) nie ukończył.
W latach 2008–2012 Kartík występował w zawodach Pucharu Kontynentalnego (do sezonu 2008/2009 nazywanego Pucharem Świata B). W blisko 30 startach w konkursach tej rangi tylko dwukrotnie zdobył punkty – miało to miejsce 18 (25. pozycja) i 19 (27. miejsce) grudnia 2010 w Erzurum, gdzie oba biegi (Gundersen HS109/10 km) ukończyło po 28 kombinatorów norweskich. Dzięki zdobytym wówczas 10 punktom został sklasyfikowany na 93. pozycji w klasyfikacji generalnej sezonu 2010/2011.
W swojej karierze nigdy nie wystartował w zawodach Pucharu Świata. Raz, 15 sierpnia 2009 w Einsiedeln, wziął udział w konkursie Letniego Grand Prix (Gundersen HS117/10 km), jednak został zdyskwalifikowany.
W 2009 wziął udział w rywalizacji kombinatorów norweskich na Mistrzostwach Świata w Narciarstwie Klasycznym 2009, gdzie zajął 52. miejsce w konkurencji biegu masowego i skoków na skoczni normalnej. Dwa lat później także został powołany do składu reprezentacji Słowacji na Mistrzostwa Świata w Narciarstwie Klasycznym 2011, gdzie także miał rywalizować z kombinatorami norweskimi, jednak 2 dni przed rozpoczęciem mistrzostw ogłosił swoją rezygnację ze startu w Oslo ze względu na brak należytego przygotowania, co spowodowane było przebytą wcześniej chorobą. Słowacki Związek Narciarski planował także zgłoszenie Kartíka do zawodów kombinatorów norweskich na Mistrzostwach Świata w Narciarstwie Klasycznym 2013, lecz ze względu na kontuzję zawodnika jego miejsce zajął ostatecznie Patrik Lichý.
Bezskutecznie starał zakwalifikować się do Zimowych Igrzysk Olimpijskich 2010. W decydujących o tym zawodach Pucharu Kontynentalnego w Stanach Zjednoczonych w grudniu 2009, w trzech startach został sklasyfikowany tylko raz, zajmując 42. pozycję, co nie wystarczyło do nominacji olimpijskiej.
Mimo tego, że znalazł się w składzie kadry A reprezentacji Słowacji w kombinacji norweskiej na sezon 2012/2013, nie wystąpił w nim w żadnych oficjalnych zawodach pod egidą Międzynarodowej Federacji Narciarskiej, co spowodowane było odniesioną kontuzją. Po tym urazie nie powrócił już do rywalizacji międzynarodowej, a ostatni start w zawodach rangi FIS zanotował 4 marca 2012, zajmując 51. pozycję w konkursie Pucharu Kontynentalnego w Predazzo.
Kartík jest medalistą mistrzostw Słowacji w kombinacji norweskiej – został mistrzem kraju na skoczni normalnej w 2008 oraz na skoczni dużej w 2010, a także zwyciężył w letnich mistrzostwach kraju na skoczni normalnej w 2008.

## Osiągnięcia

### Kombinacja norweska

#### Mistrzostwa świata
- Indywidualnie
  - 2009  Liberec – 52. miejsce

#### Mistrzostwa świata juniorów
- Indywidualnie
  - 2006  Kranj – 57. miejsce (sprint HS109/5 km)
  - 2007  Tarvisio – 48. miejsce (Gundersen HS100/10 km) i 52. miejsce (sprint HS100/5 km)
  - 2008  Zakopane – 49. miejsce (Gundersen HS94/10 km)
  - 2009  Szczyrbskie Jezioro – 55. miejsce (Gundersen HS100/10 km) i nie ukończył (Gundersen HS100/5 km)

### Skoki narciarskie

#### Mistrzostwa świata juniorów
- Indywidualnie
  - 2006  Kranj – 66. miejsce
- Drużynowo
  - 2006  Kranj – 16. miejsce[a]
  - 2007  Tarvisio – 12. miejsce[b]
  - 2008  Zakopane – 15. miejsce[c]